# Victor Thorn
Victor Thorn (Esch-sur-Alzette, 31 de gener de 1844 - Ciutat de Luxemburg, 15 de setembre de 1930) fou un polític i jurista luxemburguès, Primer Ministre de Luxemburg del 1916 al 1917.

## Biografia
De 1885 a 1888 va ser membre del Consell d'Estat. De 1888 a 1892 va ser ministre d'Obres Públiques al govern Eyschen.
El 1899 es va convertir en Procurador general. L'any 1915 va ser Ministre de Justícia i d'Obres Públiques al govern Mongenast. El 1916 durant el govern Loutsch, que havia succeït al govern Mongenast, es va veure obligat a dimitir, després d'haver perdut un vot de confiança en la Cambra de Diputats.
Un mes més tard, Thorn va formar un nou govern, on estaven representats els tres partits principals. El problema principal era resoldre els problemes d'abastiment al país, que havia crescut cada vegada més a causa de la guerra. El govern va establir els aliments racionats, i va posar un límit als preus, que, tanmateix, va donar lloc a un mercat negre i el van portar a tensions entre la ciutat i les poblacions rurals. El 1917 hi va haver una vaga a les Terres Roges, que va ser reprimida per l'exèrcit alemany. Finalment, la Cambra va retirar la confiança al ministre d'Agricultura, Michel Welter, i el govern va caure amb ell.
Del 19 de juny de 1917 fins a la seva mort, Thorn va ser president del Consell d'Estat. De 1921 a 1927 va ser membre permanent de la Cort Permanent d'Arbitratge de La Haia.

## Honors
- Gran Creu de l'Orde de la Corona de Roure (promoció 1920)[2]
- Gran Creu de l'Orde de la Corona (Bèlgica) (promoció 1922)
- Gran Creu de l'Orde de la Corona d'Itàlia (promoció 1916)
- Gran Creu de l'Orde de la Corona de Romania (promoció 1911)
- Comandant de l'Orde del Lleó Neerlandès (promoció 1881)